# Анастасий, Феликс и Дигна
Анаста́сий, Фе́ликс и Ди́гна (умучены в 853 году) — мученики Кордовские. День памяти — 14 июня.
Святой Феликс родился в Алкала в берберской семье. Сначала он стал монахом в Астуриасе, но присоединился к монастырю в Табаносе.
Святой Анастасий был диаконом в храме св. Ацискла (Acisclus), что в Кордове, но затем также стал монахом в монастыре Табанос. Дигна также принадлежала к тамошней обители. Все три мученика, ставшие первыми мучениками Кордовскими, были обезглавлены по приказу халифа.